# Wahlkreis Leipzig VII
Der Wahlkreis  Leipzig VII war ein Landtagswahlkreis zur Landtagswahl in Sachsen 1990, der ersten Landtagswahl nach der Wiedergründung des Landes Sachsen. Er hatte die Wahlkreisnummer 11. Für die Landtagswahlen 1994 wurde auch infolge der Kreisreform die Wahlkreisstruktur verändert, zudem wurde die Zahl der Wahlkreise von 80 auf 60 verringert. Das Gebiet des Wahlkreises Leipzig VII wurde Teil einer der sechs Wahlkreise auf Leipziger Stadtgebiet.
Das Wahlkreisgebiet umfasste den Leipziger Stadtbezirk Südwest.

## Ergebnisse
Die Landtagswahl 1990 fand am 14. Oktober 1990 statt und hatte folgendes Ergebnis für den Wahlkreis Leipzig VII:
| Direktkandidat    | Partei (Kürzel) | Erststimmen (%) | Zweitstimmen (%) |
| ----------------- | --------------- | --------------- | ---------------- |
|                   | DA              | -               | 00,5             |
| Eva Maria Wünsche | CDU             | 39,6            | 41,6             |
|                   | Chr. L          | -               | 00,2             |
|                   | DBU             | 00,5            | 00,4             |
|                   | DSU             | 03,5            | 02,6             |
|                   | F.D.P.          | 07,0            | 06,4             |
|                   | LL-PDS          | 10,3            | 09,7             |
|                   | NPD             | -               | 00,5             |
|                   | FORUM           | 09,8            | 08,2             |
|                   | RAP             | -               | 00,1             |
|                   | SHB             | -               | 00,1             |
|                   | SPD             | 29,4            | 29,6             |

Es waren 40.612 Personen wahlberechtigt. Die Wahlbeteiligung lag bei 65,0 %. Von den abgegebenen Stimmen waren 2,4 % ungültig. Als Direktkandidat wurde Eva Maria Wünsche (CDU) mit 39,6 % aller gültigen Stimmen gewählt.